# Ostcaprivi
| Ostcaprivi Lozi (ab 1976)                  | Ostcaprivi Lozi (ab 1976) |
| ------------------------------------------ | --- |
| Flagge · Flagge bis 1977                   | |
|                                            | |
| Hauptstadt                                 | Katima Mulilo |
| Größe                                      | 11.534 km² |
| Einwohner                                  | 15.840 (1960) |
| Staatsform                                 | Homeland (ab 1976 autonom) |
| Staatsoberhaupt                            | - 1972–1976: Josiah Moraliswane (Chefratsmitglied) - 1976: Josiah Moraliswane (Chefminister) - 1976–1981: Richard Muhinda Mamili (Chefminister) - 1981–1984: Josiah Moraliswane (Vorsitzender des Exekutivrates) - 1984: H.J. Becker (Vorsitzender des Exekutivrates) - 1984–1986: F.P.J. Visagie (Vorsitzender des Exekutivrates) - 1986: I.J. van der Merwe (Vorsitzender des Exekutivrates) - 1986–1989: Andries Gerhardus Visser (Vorsitzende der Exekutivrates) |
| Gründung                                   | 1972 (1976 Autonomie) |
| Auflösung                                  | Mai 1989 (vor der Unabhängigkeit Namibias) |
| Währung                                    | Südafrikanischer Rand |
| Autokennzeichen                            | SWA |
| Lage des ehemaligen Homelands Okavangoland | |

Ostcaprivi, auch Ost-Caprivi (afrikaans Caprivi Oos, englisch Eastern Caprivi) war ein Homeland auf dem Gebiet des Caprivizipfels (seit August 2013 Region Sambesi, zuvor Caprivi) im früheren Südwestafrika (heute Namibia), das von der südafrikanischen Apartheid-Regierung als selbstverwaltetes Homeland für die Lozi konzipiert worden war.
Ostcaprivi wurde ab 1972 als Homeland aufgebaut. Die Vorbereitungsphase zur Selbstverwaltung wurde mit einer Proklamation der Verwaltung Südwestafrikas in Windhoek vom 22. Oktober 1974 vorbereitet und auf den 1. April 1975 festgesetzt. In diesem Zusammenhang sollte das Homeland bereits die Bezeichnung Lozi tragen. Es bestand nach Angaben der Südafrikanischen Regierung zu dieser Zeit ein unselbständiger Legislativrat (Non-self-governing Legislative Council) mit 28 ernannten Mitgliedern. Gewählte Mitglieder waren hier nicht vertreten. Mit der Proclamation R42 vom 19. März 1976 erhielt Ostcaprivi den Selbstverwaltungsstatus und wurde am 1. April d. J. in Lozi umbenannt. Der Sitz seiner Verwaltung befand sich in Ngweze unweit Katima Mulilo. Als Amtssprachen waren Englisch, Afrikaans und Lozi festgelegt.
Der Legislativrat (Legislative Council) bestand aus den zwei Chiefs der beiden hier ansässigen Stämme Masubia und Mafwe sowie insgesamt 18 ernannten Mitgliedern, jeweils 9 aus den beiden Stammesverwaltungen (tribal authorities) sowie weiteren 12 gewählten Mitgliedern. Die reguläre Amtsperiode betrug fünf Jahre. Für diesen Zeitraum wurde die Homelandverwaltung durch eine Regierung geführt, bestehend aus den zwei Chiefs und vier weiteren Ministern (jeweils zwei von jedem Stamm). Geleitet wurde das Gremium durch den Chief Minister, dessen erster Amtsinhaber Maiba Moraliswami vom Basubia-Stamm war.
Die Proclamation R35 vom 25. Februar 1972 legte fest, dass vier Departments (Regierungsressorts) zu bilden sind, deren Zuständigkeit so benannt wurde: Authority Affairs and Finance (etwa: Verwaltung und Finanzen), Agricultur and Works (Landwirtschaft und Arbeiten), Education and Culture (Bildung und Kultur) sowie Justice and Community Affairs (etwa: Justiz und Gemeinschaftsangelegenheiten).
Öffentliche Feiertage existierten in Form des Caprivi Day am 23. März sowie als Van Riebeck Day am 6. April.
Wie die anderen Homelands in Südwestafrika wurde Lozi im Mai 1989, kurz bevor Namibia unabhängig wurde, abgeschafft.